# MANTA
MANTA（マンタ、Metro Amusement Network Trinity App）は、東京地下鉄（東京メトロ）と エヌ・ティ・ティ・ブロードバンドプラットフォーム (NTTBP) が提供していた、NTTBPの公衆無線LAN設備を利用した情報配信サービスである。
2013年（平成25年）2月14日から同年7月31日まで試験実施の後、正式サービスに移行した。その後2014年（平成26年）11月30日限りでサービス終了し、後継サービス『Japan Connected-free Wi-Fi』へ移行した。

## 概要
アプリはAndroidやiOS（2013年4月1日以降対応）の端末向けに提供されるサービスで、事前に同名の専用アプリケーションをダウンロードする必要がある。専用アプリケーションの料金およびサービス利用料金は無料。専用アプリケーションについてはオニイトマキエイ（マンタ）をデザインしたアイコンとなっている。なお、アプリはスマートフォン向けとして提供されているサービスであるため、タブレット端末での利用については動作保証対象外となる。
名称のMANTAのうちT（Trinity、三位一体の意）については、利用客・沿線地域・東京メトロがサービスによって繋がり、サービスを発展させてゆくことを表している。
なおMANTA終了後は、東京メトロのうち143駅において、NTTブロードバンドプラットフォームによる無料Wi-Fiサービス・Japan Connected-free Wi-Fiを提供する。

## 沿革
- 2013年

2月14日 - 試験の開始。当初のサービス提供駅は銀座線の全19駅と他12駅だった。
4月1日  - 一部の共同使用駅を除き、東京メトロ全駅に拡大された。
7月25日 - 新しいコンテンツを追加。
9月12日 - セブンスポットとの相互利用を開始。
- 2014年

11月25日 - すべての情報配信サービスを終了。
11月30日 - インターネット接続サービスを終了（全サービス終了）。

## 利用方法
初回利用の場合は、Google play、App StoreにてMANTAアプリのダウンロードをし、
サービスエリア内でSSID「Metro_Free_Wi-Fi」へ接続の設定を行う。
アプリをダウンロードしなくてもSSIDに接続しブラウザを起動して英語・韓国語・中国語のいずれかに切り替えると無料インターネットを利用できる。
規約の同意を行えば利用できるが、無料インターネットに接続する際はもう一度規約に同意する必要がある。
サービスエリア外でも、インターネット環境があれば、運行情報、各駅情報等の各種鉄道情報を閲覧できる他、お客様センターへお問い合わせが可能、

## 提供サービス

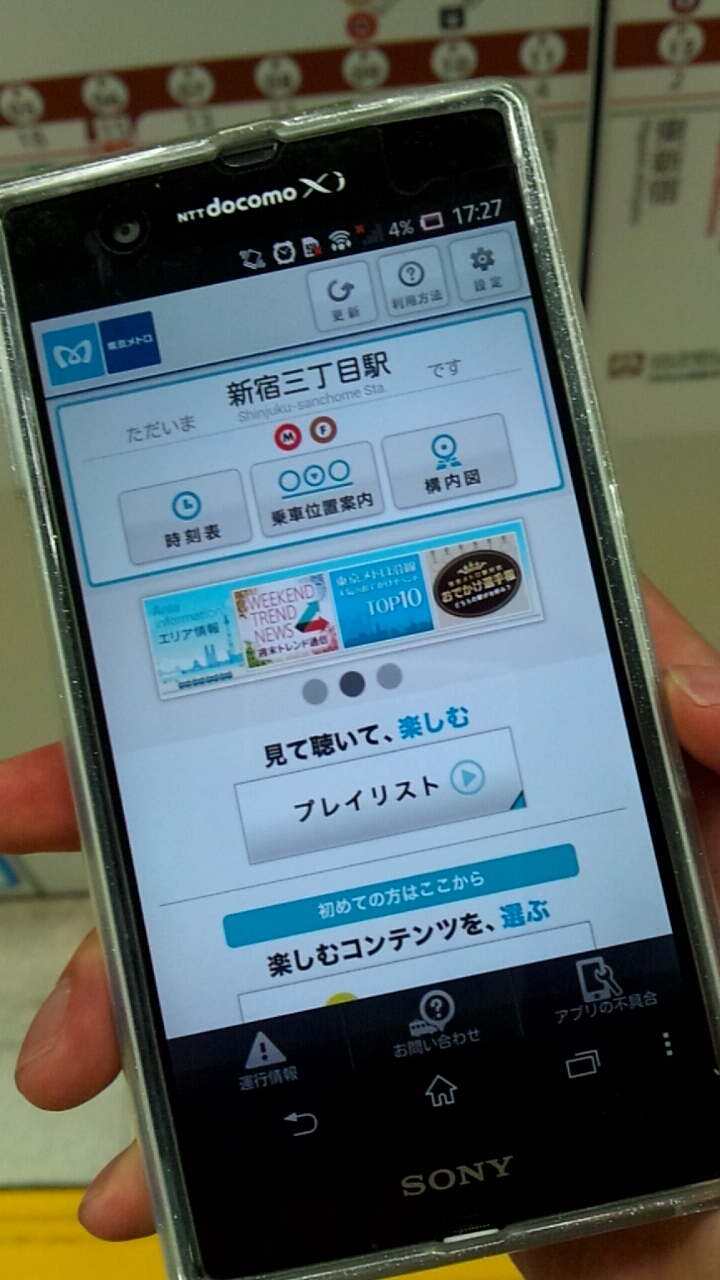
副都心線 新宿3丁目駅

- 鉄道情報（利用者が現在いる駅を自動認識）

時刻表、乗車位置案内、駅構内図、運行情報、各駅情報
- エンターテインメント情報

Oha!4NEWS LIVE（平日の毎朝7時前後に更新）。Sakuヨミコンテンツ。3分で学ぶ女子力アップ講座。シェフごはん。ビューティアップ術　。SUGARSメトロTV
- 便利ツール

トレインアラーム
- Webマガジン

日経BPセレクション
- 沿線と連携したエリア情報

東京メトロ駅対抗おでかけ選手権、東京メトロ沿線人気のおでかけイベント
- インターネット接続

無料で利用ができる。1回のアクセスで15分以内、1日計5回まで可能となる。別途 （株）NTTブロードバンドプラットフォームが定める規約同意が必要
専用SSIDに接続後ブラウザを起動して英語・韓国語・中国語に切り替えればアプリをインストールしなくても無料インターネット接続ができる

## サービスエリア

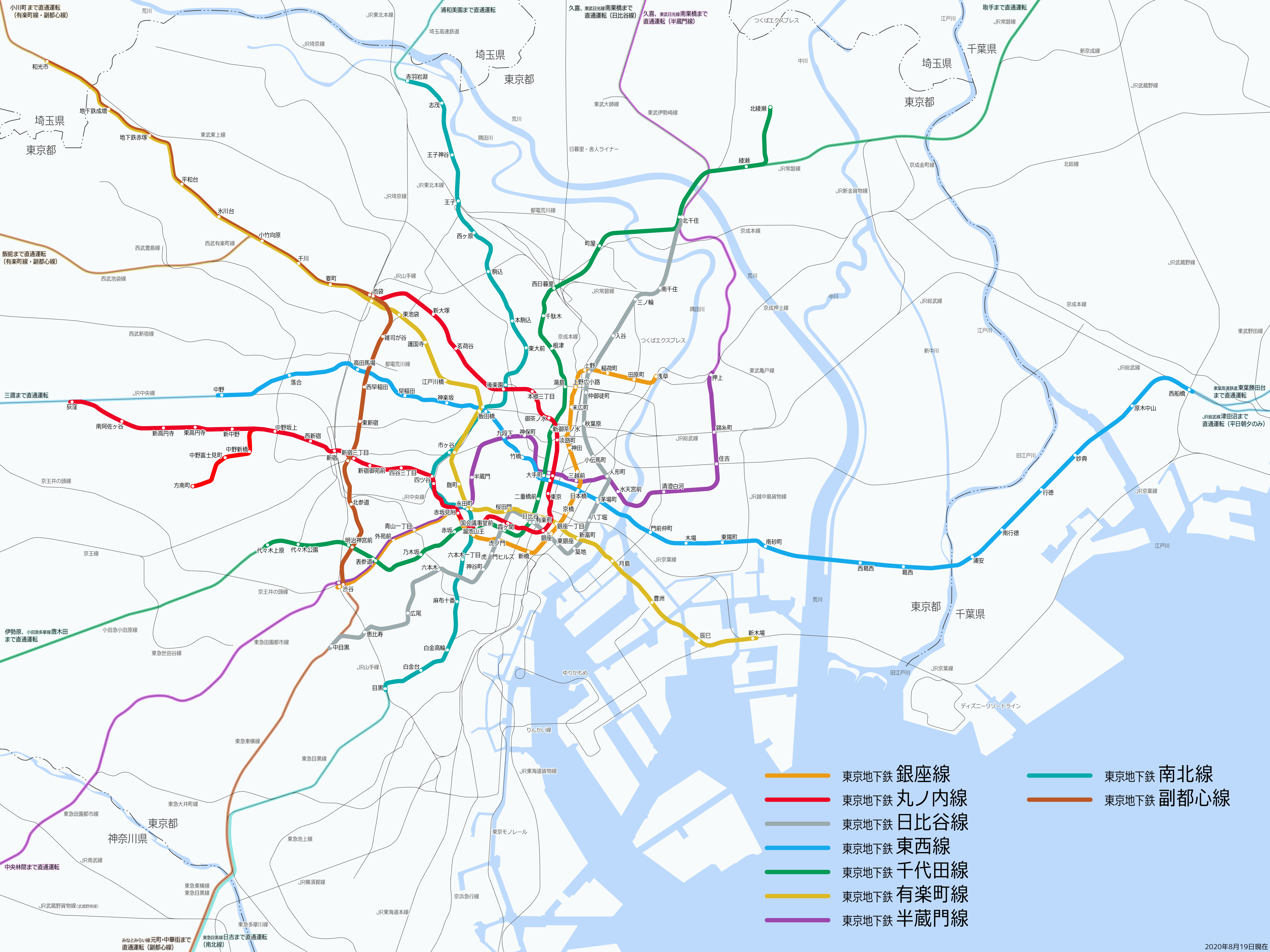
東京地下鉄の路線図

- 利用可能：東京メトロ全駅（一部他社管轄駅を除く）